# Toshio Miyaji
Toshio Miyaji, är en japansk tidigare fotbollsspelare.